# Medeopteryx timida
Medeopteryx timida (лат.) — вид жуков-светляков из подсемейства Luciolinae (Lampyridae). Вьетнам. 

## Описание
Длина тела около 1 см (5,7–6,1 мм). Пронотум оранжевый, надкрылья темно-коричневые, основная окраска желтовато-коричневая; вершины надкрылий округлены; светящийся орган LO полностью в брюшном вентрите V7. Развит клипеолабральный шов, лабрум слабо склеротизированный, подвижный; заднебоковые углы пронотума округлые; вентрит V7 трёхвыемчатый; брюшные вентриты с изогнутыми задними краями.

## Классификация
Вид Medeopteryx timida был впервые описан в 1883 году французским энтомологом Joseph Ernest Olivier (1844—1914) под названием Luciola timida Olivier, 1883, а его валидный статус подтверждён в ходе ревизии, проведённой в 2019 году, когда он был перенесён из рода Luciola в состав рода Medeopteryx.